# Igreja Presbiteriana Associada Reformada do México
A Igreja Presbiteriana Associada Reformada do México (IPARM) - em espanhol Iglesia Presbiteriana Asociada Reformada de México - é uma denominação reformada presbiteriana no México. Foi formada em 1879, por missionários da Igreja Presbiteriana Reformada Associada (EUA).

## História
As igrejas presbiterianas são oriundas da Reforma Protestante do século XVI. São as igrejas cristãs protestantes que aderem à teologia reformada e cuja governo eclesiástico se caracteriza pelo governo de assembleia de presbíteros. O governo presbiteriano é comum nas igrejas protestantes que foram modeladas segundo a Reforma protestante suíça, notavelmente na Suíça, Escócia, Países Baixos, França e porções da Prússia, da Irlanda e, mais tarde, nos Estados Unidos.
Na década de 1870, missionários da Igreja Presbiteriana Reformada Associada (EUA) chegaram ao México. A partir do trabalho de plantação de igrejas, em 1879, foi formalmente constituída a Igreja Presbiteriana Associada Reformada do México.
A denominação cresceu e se espalhou pelo país. Em 2004, tinha 2.365, em 63 igrejas e 4 presbitérios.

## Doutrina
A denominação subscreve o Credo dos Apóstolos, Credo de Atanásio, Credo Niceno-Constantinopolitano, Cânones de Dort, Catecismo de Heidelberg e Confissão de Westminster. Além disso, a denominação se opõe a ordenação de mulheres.

## Relações Intereclesiásticas
A igreja é membro da  Comunhão Mundial das Igrejas Reformadas. Além disso, a denominação tem contato e relacionamento com a Igreja Presbiteriana Reformada Associada (EUA).